# Hopman (rang)

Tekening van een hopman in de garde van prins Maurits in 1600

Een hopman (meervoud: hoplieden) was de rang van een militair die aan het hoofd stond van een vendel of compagnie. De titel is een verbastering van het Duitse Hauptmann, letterlijk hoofdman, een purisme voor kapitein. De term kwam in de zestiende eeuw samen met Duitse huursoldaten de Nederlanden in.

## Scouting
Begin twintigste eeuw kwam de term in gebruik om er een scoutsleider mee aan te duiden. 
Een hopman bij scouting staat aan het hoofd van de speltak "verkenners", de jongensafdeling tussen de 11 en 14 jaar, en is daarmee het equivalent van de akela, de benaming voor de scoutingleider van een jongensafdeling tussen de 7 en de 10 jaar. De hopman wordt in zijn activiteiten gesteund door achtereenvolgens: vaandrigs en troepleiders.
Aan het einde van de 20e eeuw is de naam "hopman" binnen de Nederlandse tak van scouting in onbruik geraakt. Aan het begin van de 21e eeuw wordt de titel "hopman" nog maar bij een enkele scoutinggroep officieel gebruikt, soms officieus.

## Weerbaarheidsafdeling (WA) van de N.S.B.
Opperhopman en hopman waren officiersrangen van de WA, de knokploegen van de Nederlandse N.S.B. voor en tijdens de Tweede Wereldoorlog. Een opperhopman leidde een vendel van ongeveer 120 man.